# يوتارابتور

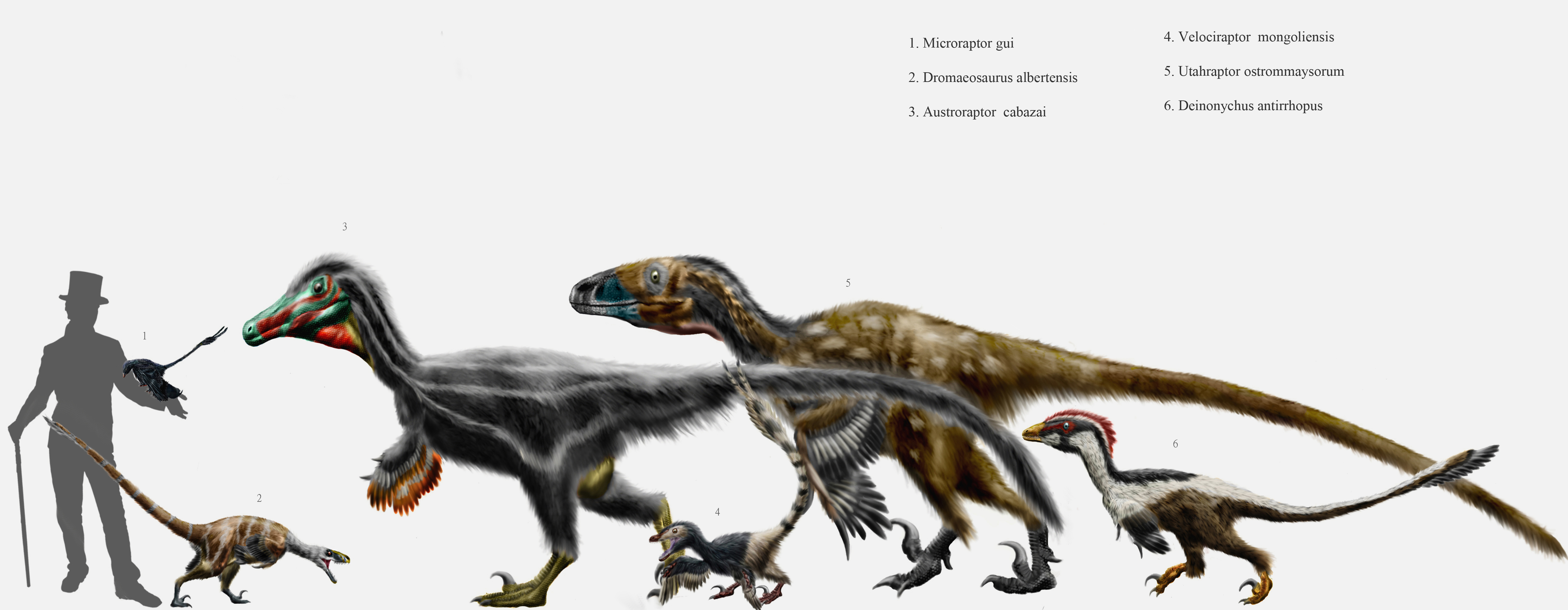
مقارنة الحجم (رقم 5) مع الدرومايوصوريات الأخرى والإنسان

يوتاراپتور (Utahraptor) هو جنس من ديناصورات الثيروبودا عاش في أمريكا الشمالية، وهو يتضمن نوع واحد هو Utahraptor ostrommaysorum وهو أكبر نوع معروف من عائلة الدرومايوصوريات، وتعود العينات الأحفورية إلي مرحلة الباريمي في عصر الطباشيري المبكر.

## في الثقافة العامة
ظهر اليوتاراپتور في الوثائقي برفقة الديناصورات حيث صُور على أنه بدون ريش، وأنه يعيش في أوروبا عن طريق الخطأ.

## معرض صور

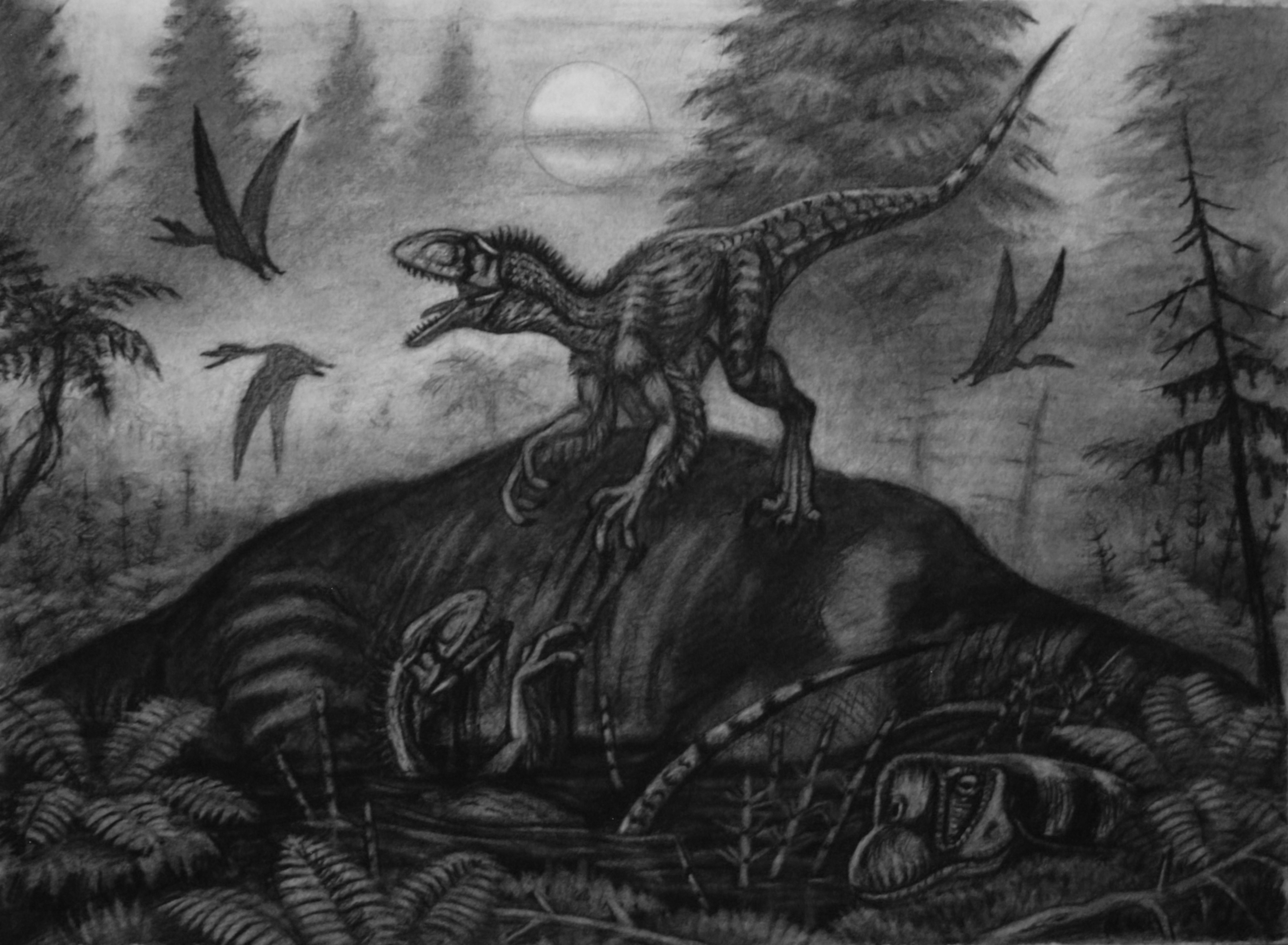
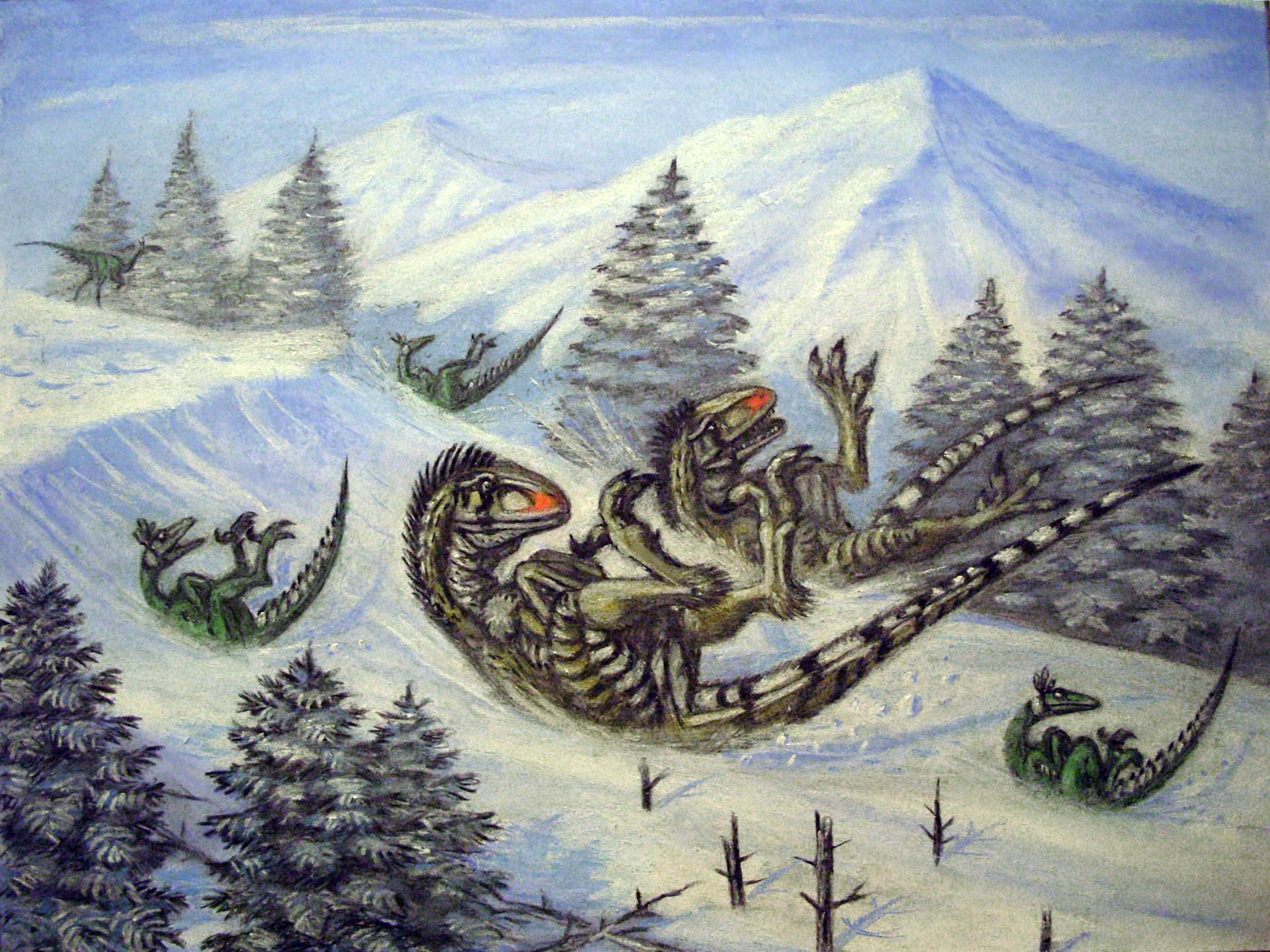
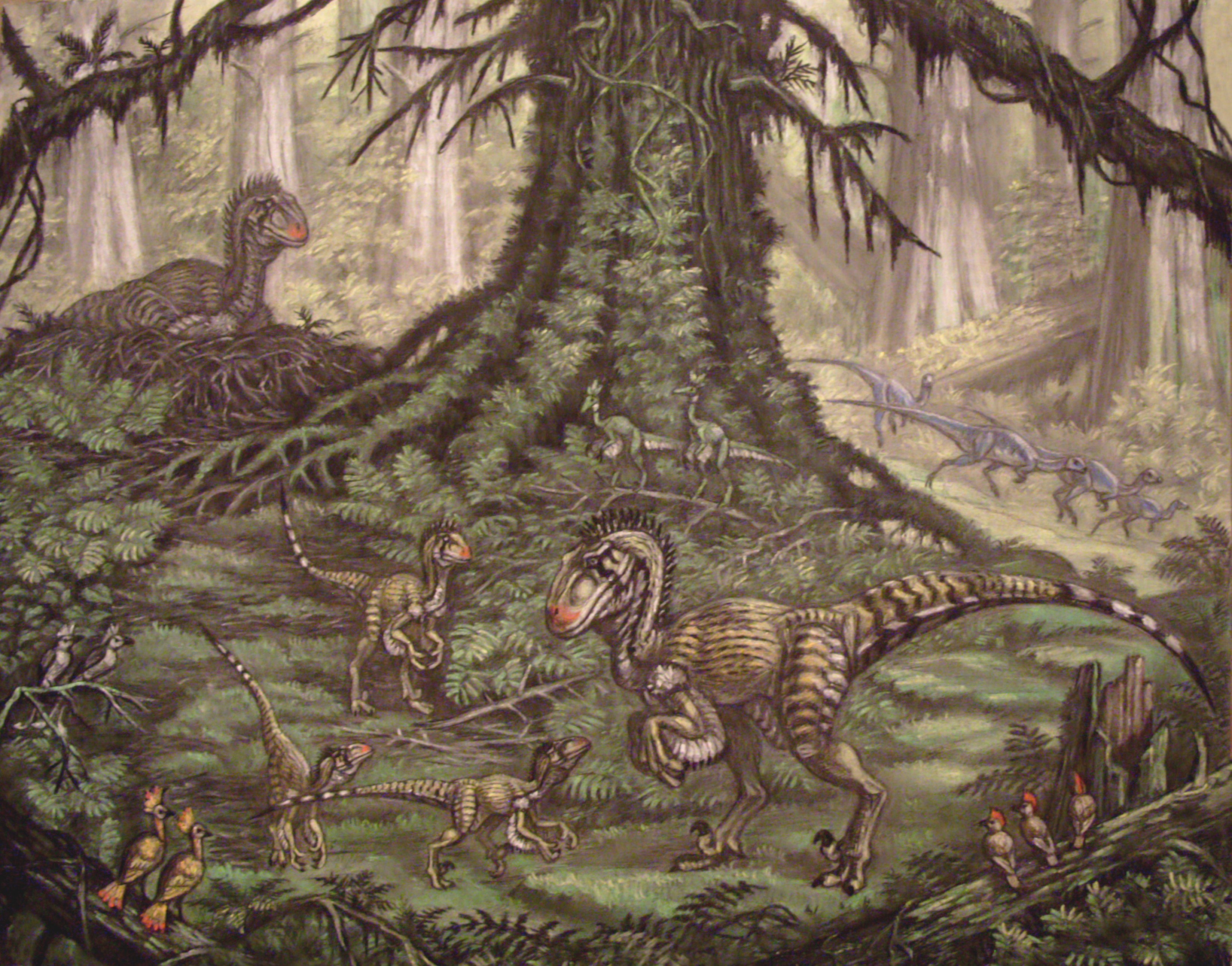